# Lediger Schild

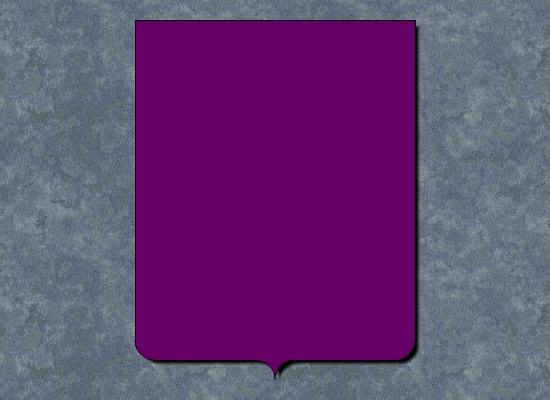
Beispiel eines ledigen Schildes

Als lediger Schild (oder Ledigenschild) wird in der Heraldik ein Schild bezeichnet, der mit keiner Figur belegt ist (siehe dazu auch Lediger).
Folglich zeigt ein lediger Schild nur Farben, oder, wenn man mit einigen Heraldikern auch die Teilungen zu den Figuren zählt, bloß eine einzelne Farbe. In der Wappenbeschreibung wird er als ledig blasoniert.
Soll der Schild später, nach einem wappenändernden Ereignis, noch mit einer Figur belegt werden, handelt es sich um ein Warteschild.
Ledige Schilde werden häufig durch Damaszierung verziert, dabei handelt es sich allerdings um eine rein dekorative Ausgestaltung durch den Künstler, ohne heraldische Relevanz.

## Der Begriff „ledig“ in zweiter Bedeutung
Der Begriff ledig findet auch Anwendung, wenn keine Abweichung von der Grundversion zu erkennen ist.
Zum Beispiel beim Wappentier Pferd wird er verwendet: Ist das Pferd ohne Sattel und Zaumzeug und hat die Bewehrung die Farbe des Tieres, dann ist es lediges Pferd.
Eine besondere Bezeichnung ist der ledige Winkel im Schild. Hierbei handelt es sich um die Freiecke. Das ist zur Vierung gehörige Abteilung eines kleinen Feldes in einer der oberen Wappenecken im Schildhaupt. Die Größe ist nicht der vierte Teil, sondern der achte Teil des Schildes.